# Sân bay Bolshoye Savino
Sân bay Bolshoye Savino (tiếng Nga: Аэропорт Большое Савино) (IATA: PEE, ICAO: USPP) là một sân bay ở Perm Krai, Nga, cách Perm 16 km về phía tây nam. Đây là sân bay hỗn hợp dân dụng và quân sự. Sân bay này được xây năm 1952 làm sân bay quân sự dưới sự chỉ huy của Marshal Zhukov, người bị Stalin đẩy vào Ural sau đệ nhị thế chiến. Năm 1965, sân bay này trở thành sân bay hõn hợp quân sự và dân sự. Đường băng được kéo dài từ 2500m lên 3200 năm 2002.

## Các hãng hàng không và các tuyến điểm
- Aeroflot (Moscow-Sheremetyevo)
  - Aeroflot-Nord (Moscow-Sheremetyevo, St. Petersburg)
- KD Avia (Kaliningrad)
- KrasAir (Nizhni Novgorod, Norilsk)
- Lufthansa (Frankfurt)
- Orenburg Airlines (Orenburg)
- S7 Airlines (Adler/Sochi, Anapa, Dushanbe, Khudzhand, Moscow-Domodedovo, St. Petersburg, Yerevan)
- Sibaviatrans (Norilsk)
- Sky Express (Moscow-Vnukovo)
- UTair Aviation (Syktyvkar)
- Volga Aviaexpress (Belgorod, Norilsk, Volgograd)